# Rose Lamartine Yates
Rose Emma Lamartine Yates nata Janau, (Lambeth, 23 febbraio 1875 – Londra, 5 novembre 1954) è stata un'attivista sociale e suffragetta inglese, formata alla Sorbonne e ad Oxford.
Insieme al marito avvocato ha lavorato per il suffragio femminile dal 1908 e durante la prima guerra mondiale ed era disposta a subire l'arresto e l'incarcerazione per le sue convinzioni. Viaggiava molto, tenendo conferenze. Lei e suo marito erano anche membri di spicco del Touring Club dei Ciclisti. Dopo la guerra fu eletta al London County Council, dove si batté per la parità di retribuzione tra uomini e donne, migliori alloggi pubblici e la fornitura di asili nido. In seguito guidò la costruzione di un archivio della campagna di suffragio.

## Biografia
Rose Emma Lamartine Yates nacque a Dalyell Road, Lambeth, Londra, da un'insegnante di lingue, Elphège Janau, nato nel 1847 e da sua moglie, Marie Pauline, (1841-1909), entrambi cittadini britannici di origine francese e naturalizzati. Rose era la più giovane dei tre fratelli. Studiò nelle scuole superiori di Clapham e Truro, e successivamente a Kassel e alla Sorbona, Parigi e poi, dal 1896, al Royal Holloway dove studiò lingue moderne e filologia. Superò l'esame finale di Oxford con lode  nel 1899.
Nel 1900 sposò un vedovo, Thomas Lamartine Yates ((NE) Swindlehurst; 1849-1929). Era un solicitor (consulente legale), con uno studio di successo a Chancery Lane. Otto anni dopo il matrimonio nacque il loro unico figlio, Paul (1908–2009) che divenne un economista agricolo. Sia Thomas che Rose Lamartine Yates erano appassionati ciclisti ed erano membri di spicco del Touring Club dei ciclisti. Nel 1907 fu la prima donna eletta nel consiglio direttivo del circolo. A quel punto non si considerava una suffragetta, ma presto concluse "esaminando seriamente la questione scopro di non essere mai stata nient'altro [e] ho capito che lo ero e dovevo rimanerlo a qualunque costo personale". Nel 1908 entrò a far parte del ramo di Wimbledon della Women's Social and Political Union (WSPU) di recente fondazione. Il 24 febbraio 1909, Rose Lamartine Yates era un membro di una deputazione guidata da Emmeline Pethick-Lawrence da Caxton Hall alla Camera dei Comuni. Fu arrestata, insieme ad altri 28 manifestanti, accusata di ostruzione e condannata a un mese di reclusione. Suo figlio aveva otto mesi all'epoca e il Punch stampò una serie di versi in cui la criticava per averlo abbandonato. Il suo attivismo politico ebbe il pieno sostegno del marito, che la difese al processo.
Nel 1910 divenne segretaria onoraria del WSPU di Wimbledon; sotto la sua guida divenne uno dei rami più fiorenti dell'organizzazione. Tra coloro che vennero a parlare alla filiale c'erano Mary Gawthorpe, George Lansbury e una vecchia amica del college, Emily Davison. Viaggiò molto, tenendo conferenze. Lei e suo marito trasformarono la loro casa a Merton in un rifugio dove gli attivisti rilasciati dal carcere potevano riprendersi. Nel 1911 Thomas Lamartine Yates fu arrestato durante una manifestazione contro il governo per aver bloccato un disegno di legge per consentire il suffragio femminile limitato. Non fu accusato, ma la pubblicità negativa danneggiò il suo studio legale per un certo periodo. Si rese disponibile come consulente legale dei prigionieri del WSPU e, nel giugno 1913, rappresentò la famiglia Davison all'inchiesta sulla morte di Emily Davison, dopo che si era gettata sotto il cavallo del re al Derby di Epsom. Insieme a Mary Leigh Rose era al capezzale della morente Davison e guidò una guardia d'onore per il corteo funebre.
All'inizio della prima guerra mondiale il WSPU di Wimbledon trasformò la sua sala riunioni e il suo negozio in una mensa per i poveri e ne aprì un'altra nella vicina Merton. La guerra fece precipitare una scissione tra Lamartine Yates e la principale suffragetta, Emmeline Pankhurst. Sotto la guida di quest'ultima, il WSPU sospese la sua campagna militante per il suffragio femminile, sostenendo invece il governo nella lotta contro la Germania. Lamartine Yates e altri non erano d'accordo con questa politica e si staccarono per formare un nuovo corpo, le Suffragette del WSPU.
Nelle elezioni generali del 1918, in cui per la prima volta fu concesso il suffragio femminile limitato, Lamartine Yates fu adottata come candidata Laburista per il collegio elettorale di Wimbledon, ma sia lei che la candidata Liberale si ritirarono poco prima delle elezioni. L'anno successivo fu eletta al London County Council, suo unico membro indipendente. Altre sette donne candidate si presentarono con successo alle stesse elezioni. Prestò servizio per tre anni, sostenendo la parità di retribuzione, l'aumento degli alloggi pubblici e l'offerta di istruzione materna.
Lamartine Yates aprì la strada alla costruzione di un archivio della campagna per il suffragio e, nel 1939, aprì la Women's Record House a Great Smith Square, Londra. L'edificio fu bombardato durante la seconda guerra mondiale, ma alcuni dei suoi documenti furono salvati e furono trasferiti nella collezione della Suffragette Fellowship nel Museum of London.
Rose Lamartine Yates morì nella sua casa di Londra all'età di 79 anni.

### Osservazioni
1. ↑  Thomas e la maggior parte della sua famiglia cambiarono cognome dopo che suo padre, William Swindlehurst, fu condannato per frode nel 1877.[3]